# وريد خلف الفك السفلي
الوَريدُ خَلْفَ الفَكِ السُّفْلِيّ أو الوَريدُ الوَجْهِيُّ الخَلْفِيّ يتشكل الوريد باتحاد الوريد الصدغي السطحي و وريد الفك العلوي ثم ينزل عميقاً في الغدة النكافية، ومن ثم يعبر سطحياً أمام الشريان السباتي الظاهر وتحت العصب الوجهي؛ بين الفرع الفكي و العضلة القصية الترقوية الحلمية.

## التفرعات
فرع أمامي والذي يعبر من الأمام وينضم إلى الوريد الوجهي الأمامي، ليشكل الوريد الوجهي الأصلي والذي يصب بعد ذلك في الوريد الوداجي الباطن.
فرع خلفي والذي ينضم إلى الوريدالخلفي الأذني، ليُشكل الوريد الوداجي الظاهر.

## الأهمية الإكلنيكية
علامة بارو هي إحدى الطرق التشخيصية لبعض الأمراض، حيث يشعر المريض بالألم عندما يتم وضع بعض الضغط على منطقة خلف الفك السفلي.

## صور إضافية

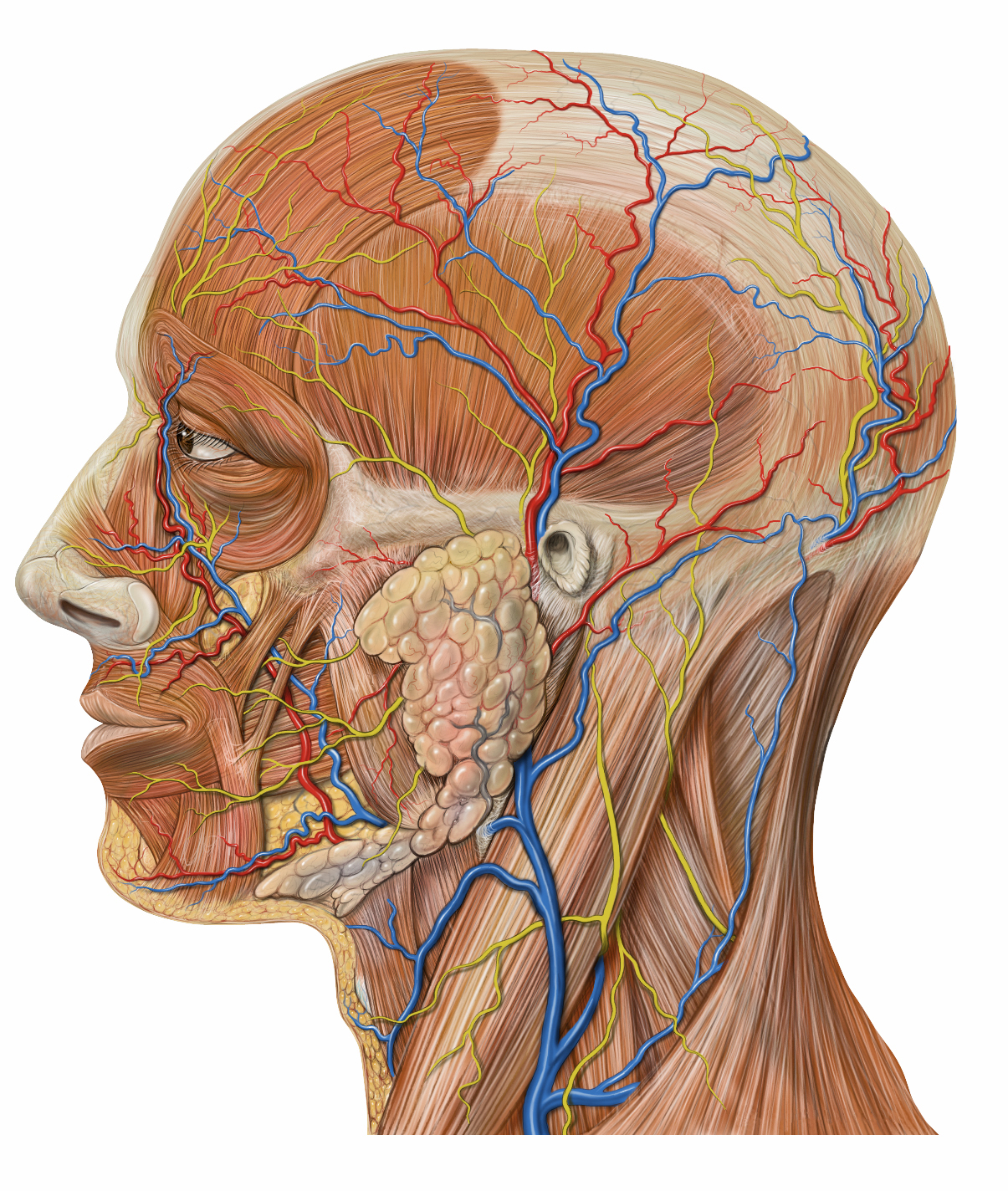
منظر جانبي لتشريح الوجه